# Дочинец, Мирослав Иванович
Миросла́в Ива́нович Дочине́ц (укр. Мирослав Іванович Дочинець; род. 3 сентября 1959, Хуст, УССР) — украинский писатель и журналист.

## Биография
Родился 3 сентября 1959 года в Хусте (ныне Закарпатская область, Украина) в семье учителей. Отец, Иван Юрьевич, с отличием окончил философский факультет КГУ имени Т. Г. Шевченко, но был вынужден преподавать в школе-интернате и ПТУ, так как из-за обвинения в национализме провел шесть лет в ГУЛАГе. Мама преподавала географию.
Начал печататься в детских изданиях с шестого класса. Побеждал в конкурсах юных литераторов.
В 1977 году поступил во Львовский национальный университет имени Ивана Франко, на факультет журналистики. Во время студенчества был членом редколлегии университетской многотиражной газеты «За советскую науку», затем редактором газеты «Источники». Начал профессионально работать журналистом в 1982 году в газете «Молодежь Закарпатья».
В 1990 году основал газету «Новости Мукачева». В это время работал корреспондентом в газетах «Карпатский край», «Серебряная земля», «Фест». Печатался во всесоюзных и республиканских газетах и журналах: «Комсомольская правда», «Известия», «Украина», «Человек и мир», «Утро», «Советская женщина», «Литературная Украина», «Молодежь Украины». В 1998 году основал в Мукачево издательство «Карпатская башня».
Активно работает в литературе с 1980-х годов. Является автором около двадцати произведений, к том числе романов, новелл, философско-психологического завещания карпатского мудреца «Многие лета. Благие лета», которое стало украинским народным бестселлером. Его проза переводилась на русский, венгерский, словацкий, румынский, польский, французский, английский, японский, итальянский языки.
Член НСПУ и Ассоциации украинских писателей (2003).
Книги Мирослава Дочинца массово распространяются среди читателей, вызывают все больший интерес за пределами Украины.

## Награды и премии
- Журналист года в Закарпатье (1998)
- Международная литературная премия «Карпатская корона» (2004)
- Золотой писатель Украины (2012)[5] — за наибольшие тиражи
- Национальная премия Украины имени Тараса Шевченко (2014) — за романы «Криничар. Діяріюш найбагатшого чоловіка Мукачівської домінії» и «Горянин. Води Господніх русел»

## Творчество
- «Горчичное зерно» (1989)
- «Оскал собаки» (1991)
- «Мукачево и мукачевцы» (1994)
- «Мункачи из Мукачева» (1995)
- «Роса на фиговых листках» (1995)
- «Он и она» (1996)
- «Дамы и Адамы» (2002)
- «Игра в куклы. Женские истории» (2003)
- «Сундук с шутками» (2003)
- «Карпатский словоблуд» (2004, в соавторстве)
- «Энциклопедия Мукачева в именах» (2006, в соавторстве с Василием Пагирей) и другими.
- «Руки и душа, а также другие невымышленные женские истории» (2011)
- «Многие лета. Благие лета. Заповеди 104-летнего Андрея Ворона — как жить долго в счастье и радости» (2010, согласно рейтингу «Книга года — 2010» книга вошла в шестерку самых популярных изданий)
- «Вечник. Исповедь на перевале духа» (2012, книга, номинированная Национальным союзом писателей Украины на получение Национальной премии Украины имени Тараса Шевченко)
- «Криничар» (2012)
- «Горянин. Воды Господних русел» (2013)
- «Светован. Штудии под шатром небес» (2014)